# クニッテルフェルト郡

クニッテルフェルト郡
Bezirk Knittelfeld

クニッテルフェルト郡（クニッテルフェルトぐん、独: Bezirk Knittelfeld）は、オーストリアのシュタイアーマルク州にある郡（Bezirk; 行政管区とも訳される）。郡庁所在地はクニッテルフェルト。
北から北東にかけてレオーベン郡と、東でわずかにグラーツ＝ウムゲーブング郡と、南東でフォイツベルク郡と、南から西へかけてユーデンブルク郡と接する。
クニッテルフェルト郡には以下の14の市町村（Gemeinde; ゲマインデ）がある。そのうちクニッテルフェルトが市（Stadt）に、二つが町（Marktgemeinde; 市場町）に指定されている。
- アプフェルベルク Apfelberg
- ファイストリッツ・バイ・クニッテルフェルト Feistritz bei Knittelfeld
- フラチャッハ Flatschach
- ガール Gaal
- グロースロープミング Großlobming
- クラインロープミング Kleinlobming
- クニッテルフェルト Knittelfeld （市）
- コーベンツ Kobenz
- ラッハウ Rachau
- ザンクト・ローレンツェン・バイ・クニッテルフェルト Sankt Lorenzen bei Knittelfeld
- ザンクト・マライン・バイ・クニッテルフェルト Sankt Marein bei Knittelfeld
- ザンクト・マルガレーテン・バイ・クニッテルフェルト Sankt Margarethen bei Knittelfeld
- ゼッカウ Seckau （町）
- シュピールベルク・バイ・クニッテルフェルト Spielberg bei Knittelfeld （町）